# Кристина Маргарита Мекленбург-Шверинская
Кристина Маргарита Мекленбург-Шверинская (нем. Christine Margarete von Mecklenburg-Schwerin; 3 марта 1615, Гюстров, Мекленбург — Передняя Померания — 16 августа 1666, Вольфенбюттель) — герцогиня Мекленбург-Шверинская.

## Биография
Кристина Маргарита — дочь Иоганна Альбрехта II Мекленбург-Гюстровского и его первой супруги Маргариты Елизаветы Мекленбург-Гадебушской, дочери Кристофа Мекленбургского. Воспитывалась мачехой Елизаветой Гессен-Кассельской. В 1618 году отец Кристины Маргариты перешёл из лютеранства в кальвинизм, что привело к конфликту с его братом Адольфом Фридрихом. В 1628—1632 годах семья Иоганна Альбрехта проживала в изгнании, пока в герцогстве правил Валленштейн.
В 1640 году Кристина Маргарита вышла замуж за герцога Франца Альбрехта Саксен-Лауэнбургского, который погиб от ран в 1642 году. Вдова после его смерти проживала в амте Штинтенбург, а позднее вышла замуж за двоюродного брата герцога Кристиана Людвига Мекленбургского. Молодой супруг был небогат, и Кристина Маргарита временно переписала на него свои владения в Царрентине и Штинтенбурге. Кристиан Людвиг отказался возвращать владения супруге, и она покинула его и поселилась в Вольфенбюттеле у старшей сестры Елизаветы Софии, супруги герцога Августа. Не сумев вернуть супругу, Кристиан Людвиг подал на развод. В 1663 году он отправился во Францию и там перешёл в католицизм, что позволило ему аннулировать брак с Кристиной Маргаритой. В 1664 году Кристиан Людвиг женился на Элизабет-Анжелике де Монморанси-Бутвиль, и в том же году его развод с первой супругой был утверждён императором. Кристина Маргарита умерла спустя два года в Вольфенбюттеле и была похоронена в местной церкви Святой Марии.